# Radan
Le mont Radan (en serbe cyrillique : Радан) est une montagne du sud-est de la Serbie. Il culmine à 1 408 m d'altitude au pic de Šopot.

## Géographie
Le mont Radan s'étend au sud-ouest de la ville de Prokuplje et au sud-ouest de Kuršumlija, à l'ouest de Bojnik et de Lebane. Il est bordé par les monts  Pasjača, Vidojevica, Ragajska planina et Sokolovica au nord et par le mont Majdan au sud ; il est délimité à l'ouest par la rivière Toplica et, à l'est, par la dépression de la Pusta reka.

## Flore
Le mont Radan conserve les vestiges d'une forêt primaire remontant à l'ère tertiaire.

## Géologie

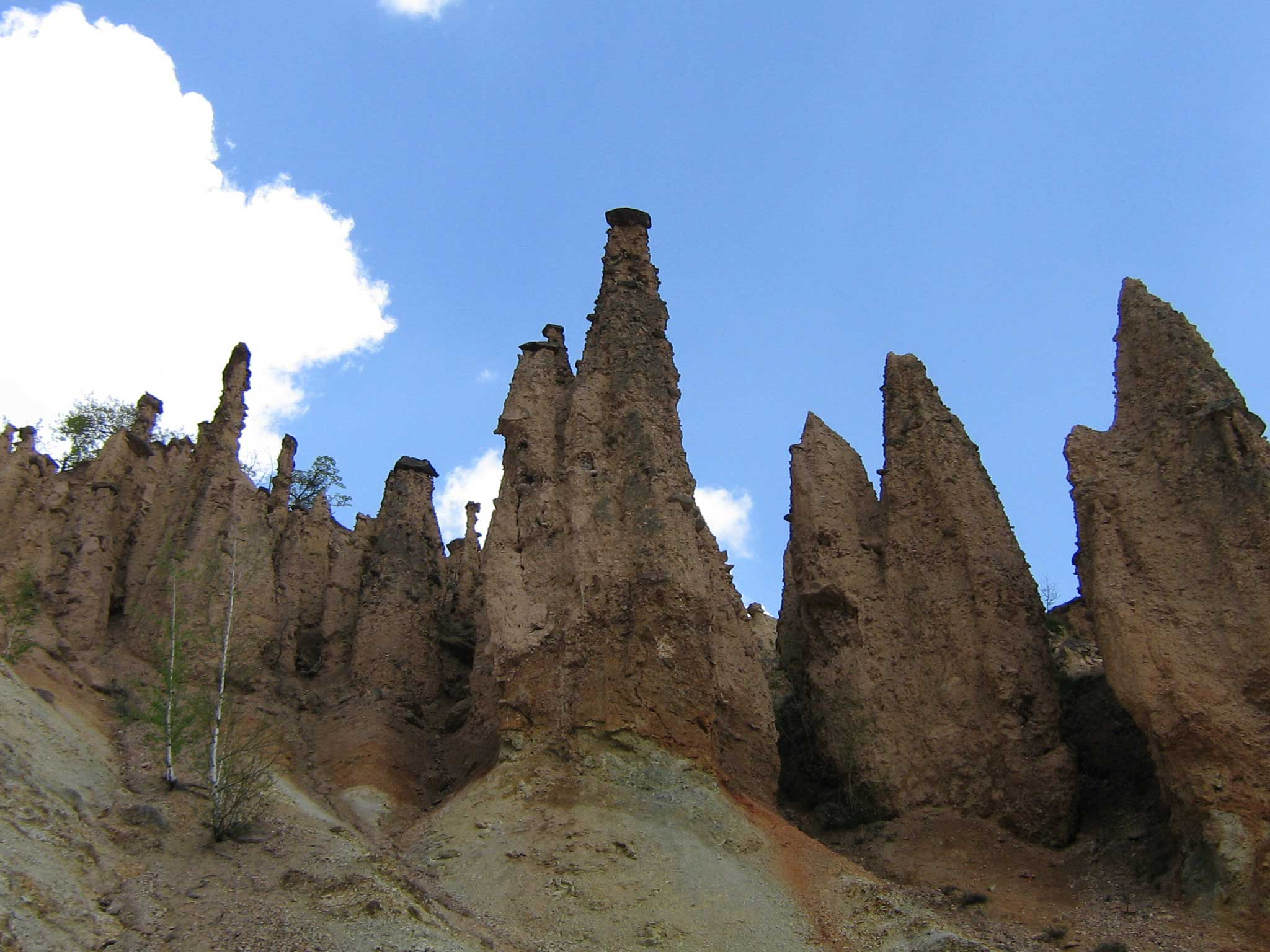
La Đavolja varoš

Le mont Radan est constitué de micaschistes et contient également des silicates du Paléozoïque. Le monument naturel de la Đavolja varoš (« la ville du Diable ») est constitué de 200 pyramides d'argile sculptées par l'érosion.

## Thermalisme
Le Radan abrite de nombreuses sources chaudes et sources minérales. Plusieurs d'entre elles sont situées juste aux pieds des pyramides géologiques de la Đavolja varoš ; elles sont particulièrement riches en éléments minéraux. La source appelée Đavolja voda (en serbe cyrillique : Ђавоља вода), l'« eau du Diable », possède un taux d'acidité particulièrement élevé (PH 1,5). L'autre source principale du site porte le nom de Crveno vrelo (Црвено врело), le  « puits rouge ». La station thermale de Prolom Banja est située à la limite entre les monts Sokolovica et Radan.

## Archéologie

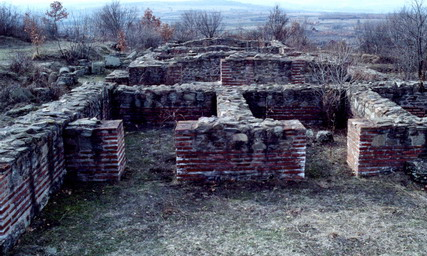
Justiniana Prima

Le site archéologique byzantin de Caričin Grad (en latin : Justiniana Prima) est situé dans le mont Radan ; siège d'un important évêché dans la province d'Illyricum, la cité fut construite à l'époque de l'empereur Justinien vers 530 et elle prospéra jusqu'en 615, année où elle fut détruite par les Avars.